# Kvikne

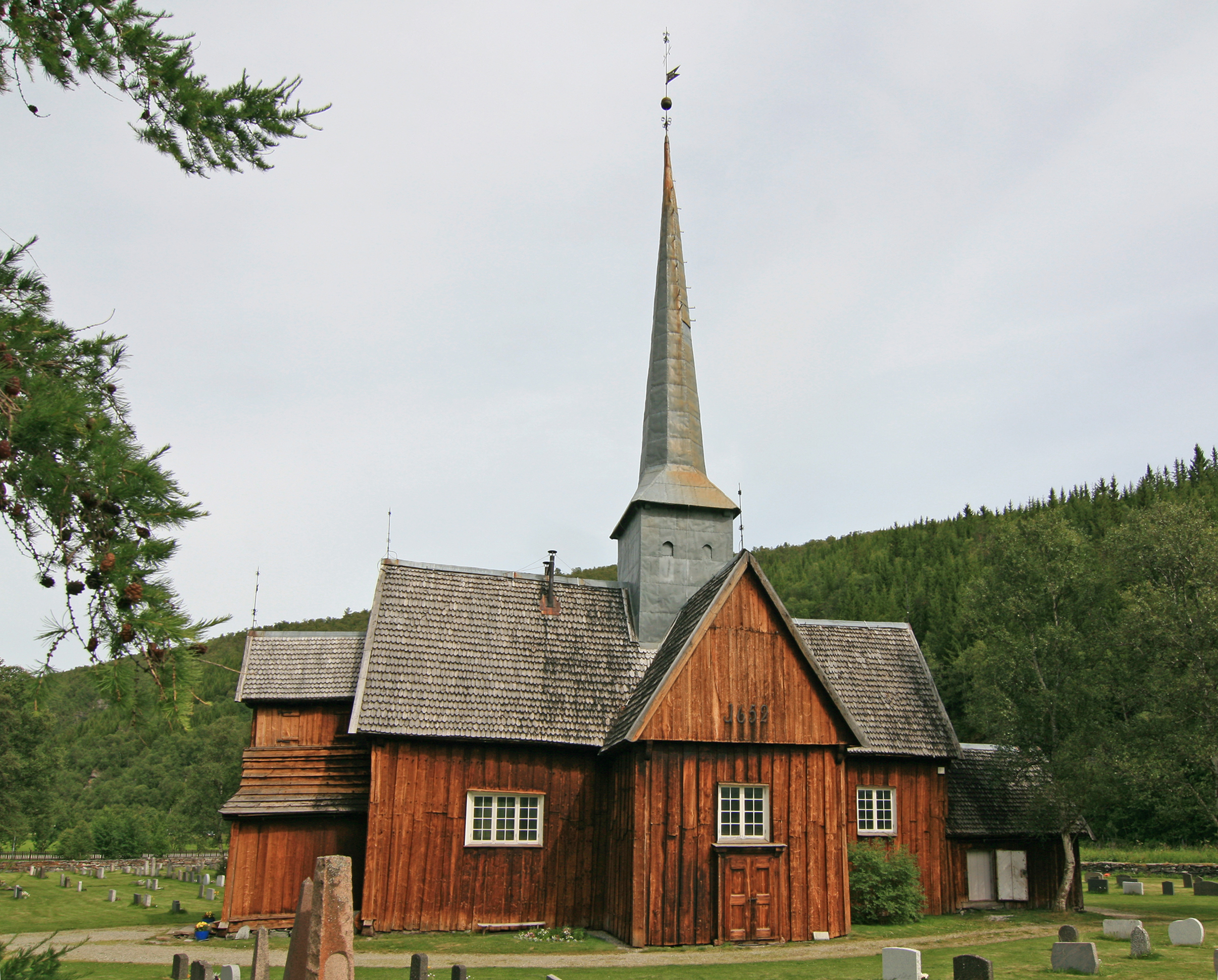
Iglesia de Kvikne, Hedmark, Noruega. Construida en 1652

Kvikne es un antiguo municipio de la provincia de Hedmark, Noruega. Es un pueblo de montaña entre Østerdalen y Trøndelag. El río Orkla comienza en Kvikne y, más al sur, desciende Tunna para cumplir con el Glomma.
Kvikne se estableció como municipio el 1 de enero de 1838 y se dividió el 1 de enero de 1966, con el pueblo de Kvikne —de 664 habitantes— incorporado al municipio de Tynset, en Hedmark, y el pueblo de Innset —de 420 habitantes— incorporado al municipio de Rennebu, en Sør-Trøndelag. La mayor parte de la tierra se convirtió en parte de Tynset. En 1970, la granja Garlia con 5 residentes fue trasladado de Tynset a Rennebu.
El escritor noruego Bjørnstjerne Bjørnson, ganador del Premio Nobel de Literatura de 1903, nació en la granja Bjørgan en Kvikne.
Vollan gård en Kvikne es el centro del parque nacional de Parque Nacional Forollhogna. La granja era el sitio para la filmación de la Secondløitnant en 1993.

## Origen del nombre
La forma en nórdico antiguo del nombre era probablemente Kviknar. Su significado es desconocido.